# 2934 Aristophanes
2934 Aristophanes este un asteroid din centura principală, descoperit pe 25 septembrie 1960 de PLS.